# Nettonollutsläpp
Globala nettonollutsläpp, eller helt enkelt nettonoll, är ett tillstånd där utsläpp orsakade av människor balanseras av mänskligt orsakade koldioxidavlägsnande under en specificerad tidsperiod. I vissa sammanhang avser "utsläpp" utsläpp av alla växthusgaser, och i andra sammanhang avser det endast utsläpp av koldioxid (CO2).
För att nå nettonollmålen krävs åtgärder för att minska utsläppen, till exempel genom att gå från fossilbränsleenergi till hållbara energikällor. För att motverka överblivna utsläpp kompenserar organisationer vanligtvis dem genom att köpa koldioxidkrediter. Termerna nettonollutsläpp, koldioxidneutralitet och klimatneutralitet används ofta synonymt.  I vissa sammanhang får termerna dock olika betydelser från varandra. Till exempel tillåter vissa standardiseringsorgan mer användning av kompensering för koldioxidneutral certifiering än för nettonollcertifiering.
Under de senaste åren har nettonoll blivit det dominerande ramverket för klimatambitioner med uppsatta nettonollmål från såväl länder som organisationer. Idag har mer än 140 länder ett nettomål för nollutsläpp, inklusive några länder som varit motvilliga mot klimatåtgärder under tidigare decennier.  Nettonollmål på landsnivå täckte i september 2023 92 % av den globala BNP, 88 % av utsläppen och 89 % av världens befolkning. På företagsnivå hade 21 % av de största 2 000 börsnoterade företagen nettonollmål 2021. Företagsmål är ett resultat av både frivilliga åtgärder och statliga regleringar.
Trots en ökande förekomst av åtaganden och mål varierar dock nettonollanspråken enormt i nivåer av trovärdighet men enligt en rapport från NewClimate Institute and Oxford Net Zero och en studie i publicerad i Science har de flesta har låg trovärdighet. Medan 61 % av de globala koldioxidutsläppen täcks av något slags nettonollmål, täcker trovärdiga mål endast 7 % av utsläppen.
Hittills har 27 länder antagit inhemsk nettonolllagstiftning – lagar som antagits av den lagstiftande församlingen som innehåller mål om nettonollutsläpp eller motsvarande. Även om det för närvarande inte finns någon nationell reglering på plats som juridiskt tvingar företag baserade i ett land att uppnå nettonoll, håller lagstiftning på att utvecklas i flera länder, framför allt i Schweiz.